# Rio Lajeado (vattendrag i Brasilien, Maranhão)
Rio Lajeado är ett vattendrag i Brasilien.   Det ligger i delstaten Maranhão, i den centrala delen av landet, 1 100 km norr om huvudstaden Brasília.
Omgivningarna runt Rio Lajeado är huvudsakligen savann. Runt Rio Lajeado är det ganska glesbefolkat, med 21 invånare per kvadratkilometer.